# قرار مجلس الأمن التابع للأمم المتحدة رقم 757
تم اعتماد قرار مجلس الأمن التابع للأمم المتحدة رقم 757 في 30 مايو 1992. وبعد أن أعاد المجلس تأكيد القرارات 713 (1991)، و721 (1991)، و724 (1991)، و727 (1992)، و740 (1992)، و749 (1992)، و752 (1992)، أدان المجلس فشل السلطات في جمهورية يوغوسلافيا الاتحادية (صربيا والجبل الأسود) في تنفيذ القرار 752.
وبعد أن طلب الجيش الكرواتي احترام المادة 4 من القرار 752، ذكر المجلس أن على جميع الدول أن تلتزم بالقواعد التالية إلى أن ينفذ القرار 752. وطالب جميع الدول الأعضاء بما يلي:
(أ) منع استيراد جميع المنتجات والسلع الأساسية من يوغوسلافيا أو أية أنشطة يضطلع بها رعاياها لتعزيز هذه الصادرات؛
(ب) منع بيع جميع المنتجات والسلع إلى يوغوسلافيا، باستثناء الحاجة الإنسانية؛
(ج) لا تتيح أي فائدة تجارية أو صناعية أو عمومية أو أموال أو موارد مالية إلى يوغوسلافيا؛
(د) رفض السماح للطائرات بالإقلاع من أو الهبوط أو التحليق فوق أراضيها إذا كانت متجهة إلى البر أو وصلت من يوغوسلافيا إلا لأسباب إنسانية؛
(هـ) حظر صيانة أو هندسة الطائرات في يوغوسلافيا أو التي تديرها يوغوسلافيا؛
(و) خفض مستوى الموظفين الدبلوماسيين والقنصليين في يوغوسلافيا؛
(ز) الحد من المشاركة في المناسبات الرياضية في البلد؛
(ح) تعليق عمليات التبادل والزيارات العلمية والتقنية والثقافية.
وقرر المجلس كذلك ألا تنطبق الجزاءات على قوة الأمم المتحدة للحماية أو على المؤتمر المعني بيوغوسلافيا أو بعثة الرصد التابعة للجماعة الأوروبية. ودعا أيضا إلى إنشاء منطقة أمنية في سراييفو ومطارها، يدعو كذلك لجنة مجلس الأمن المنشأة في القرار 724 إلى رصد الحظر المفروض على الأسلحة، وأن يبقي المجلس ككل الحالة قيد الاستعراض.
اعتمد القرار 757 بأغلبية 13 صوتا مقابل لا شيء، مع امتناع عضوين عن التصويت من الصين وزيمبابوي.

## الجزاءات المفروضة على الرياضة
في يونيو، فاز فريق كرة القدم في يوغوسلافيا بالمجموعة 4 المؤهلة لنهائيات بطولة أمم أوروبا عام 1992، غير أنه تم استبعاده ب موجب جزاءات الأمم المتحدة؛ وحلت الدنمارك وصيفة المجموعة 4 محل يوغوسلافيا في المرحلة النهائية وفازت بالدورة.
وقد جاء هذا القرار قبل بداية الألعاب الأولمبية الصيفية لعام 1992 مباشرة، وتوصلت اللجنة الأولمبية الدولية إلى حل وسط مع الأمم المتحدة حيث لم توجه الدعوة إلى اللجنة الأولمبية اليوغوسلافية للمشاركة في الألعاب، ولكن سُمح للرياضيين اليوغوسلافيين بأن يتنافسوا تحت عنوان المشاركين في الألعاب الأوليمبية المستقلين، وكذلك في الدورة البارالمبية الصيفية لعام 1992 بوصفهم مشاركين مستقلين في الألعاب الأولمبية للمعوقين.

## وصلات خارجية
- نص القرار في undocs.org